# Мегара (митологија)
За чланак о истоименом граду у Античкој Грчкој, погледајте чланак Мегара.
Мегара (грч. Μεγάρα), у грчкој митологији, била је најстарија ћерка Креонта, краља Тебе.
Као награду за одбрану Тебе од Орхомена у једној борби, Креонт предаје своју ћерку Хераклу. Према Еурипиду, када се Херакле вратио из подземног света где је био да бих уловио Кербера, у Грчкој затиче хаос. Луциус је дошао да збаци Креонта са власти и убија га, у тренутку када се Херакле враћао Луцијус је пошао да убије Мегару и њену децу, Херакле је пожурио да одбрани породицу и убио је Луциуса отровном стрелом. Тада се Хера умешала изазивајући Херакла да падне у стање заблуде, беса и привременог лудила. Херакле је тада убио своју децу својим стрелама верујући да су синови Еуристеја. После протеривања Херакла из Тебе, Мегара се удаје за Јолаја.